# Moteur à pistons libres
Un moteur à pistons libres (en anglais, free-piston engine ou FPE) est un moteur à combustion interne à deux temps, à allumage spontané (comme dans un moteur Diesel) et dans lequel le mouvement du piston répond uniquement à la pression du gaz, sans qu'une bielle(s) ou vilebrequin ne génère une rotation. Les configurations de base des moteurs à pistons libres sont à piston unique, à double pistons, ou à deux pistons opposés.
Sur le plan des avantages, ce type de moteur permet l'utilisation de carburants peu raffinés (type fioul, ou autres, comme les huiles végétales ou d'origine animale), tout en délivrant un meilleur rendement que les moteurs Diesel. Par contre, par leur sensibilité aux variations possibles des cycles de combustion, les moteurs à pistons libres sont difficiles à contrôler et donc susceptibles de faibles performances. Ils sont de plus très bruyants.

## Première génération
En 1864, l'ingénieur britannique Francis Herbert Wenham (en) brevète un moteur à  piston libre et, en janvier 1907, la compagnie française Michelin brevète un compresseur d'air à pistons libres. Dans les années 1930, le moteur à pistons libres moderne est développé en Europe par l'Argentin Raoul Pateras Pescara et par la firme allemande Junkers ; une des premières applications est une locomotive de 200 ch dans laquelle on a remplacé en 1936 la chaudière par deux auto-compresseurs Pescara qui fournissent de l'air comprimé à la même pression que la vapeur, qui varie entre 12 et 18 bar (1.8 MPa).
La première génération de moteurs à pistons libres était du type à deux pistons opposés, dans laquelle les deux pistons sont reliés pour assurer un mouvement symétrique.

### Compresseurs
La première application réussie du moteur à piston libre est le compresseur d'air. Des cylindres de compression d'air sont couplés aux pistons en mouvement, certains moteurs utilisant l'air restant dans les cylindres de compression pour repousser le piston, éliminant le besoin d'un dispositif de rebond.
Des compresseurs d’air à pistons libres Junkers ont été utilisés dans la marine allemande dès la Seconde Guerre mondiale sur des destroyers (pour produire l'air comprimé nécessaire au lancement de torpilles), et à bord de sous-marins, pour réajuster les réserves d'air en surface. Ces moteurs avaient un haut rendement pour un encombrement réduit.

### Générateurs de gaz

Schéma de fonctionnement d'un générateur de gaz à pistons libres Pescara avec sa turbine à gaz

Après le succès du compresseur d'air à pistons libres, plusieurs groupes de recherche industrielle commencent à développer des générateurs de gaz à pistons libres, le gaz ainsi produit faisant fonctionner une turbine. À la fin des années 1940, les constructeurs automobiles américains General Motors et Ford développent des prototypes de moteurs destinés à propulser leurs véhicules. 
Un grand nombre de générateurs de gaz à pistons libres sont mis au point et trouvent de nombreuses applications sur terre (principalement des centrales électriques) et sur mer (navires). Des essais sont également menés en France pour la propulsion de locomotives : en 1952, Renault construit un prototype (040 GA 1) doté d'un générateur Sigma-Pescara (Société industrielle générale de mécanique appliquée) d'environ 1 000 ch faisant tourner une turbine à gaz, cette locomotive roulera jusqu'en 1960. Deux autres prototypes sont construits par Renault en 1959 et 1961, les 060 GA 1 et 2. La machine est rapidement surnommée « La Boum Boum » pour son bruit puissant et caractéristique et l'explosion de vitres dans les gares traversées ; les pannes sont nombreuses et le projet abandonné en 1963.
De 1953 à 1956, la Marine nationale française met en chantier une série de 37 dragueurs de mines dont 21 sont propulsés par des générateurs de gaz à pistons libres Sigma-Pescara accouplés à deux turbines à gaz développant au total 2 000 ch. Ils sont tellement bruyants lors du démarrage à froid (car il faut garder les purges de balayage ouvertes assez longtemps), qu’ils ont la réputation de « réveiller tout Cherbourg » mais aussi d'être très pénibles aux oreilles des mécaniciens de quart. Peu fiables mécaniquement, ils seront placés en complément de mobilisation, sous cocon, à partir de 1970, les derniers en 1981. Par ailleurs, un aviso-escorteur de la marine française, le Commandant Bory, est équipé de 16 turbines à gaz de ce type en 1956 pour évaluation, contre l'avis de l'état-major. Le projet est un échec total,, : mis en service en 1964, soit seulement huit ans après sa mise en service, il sera remotorisé à partir de 1972 avec les mêmes moteurs Diesel, beaucoup plus classiques, que ceux de sept autres avisos escorteurs de la classe Commandant Rivière. Le vice-amiral d'escadre Antoine Sanguinetti raconte que durant la traversée qui ramène le Bory en 1972 de l'océan Indien vers la métropole pour remplacer ses moteurs de propulsion défaillants, le bâtiment subira pas moins de 675 arrêts intempestifs de ses moteurs Pescara.
En 1956, General Motors présente au public la XP-500, première automobile au monde motorisée par un moteur à pistons libres, un prototype fonctionnel mais sans lendemains. Le moteur alimentait une turbine qui produisait 250 ch.

## Applications modernes
Ce type de moteur suscite un nouvel intérêt au début du 21e siècle en raison de la commercialisation de véhicules électriques équipés de batteries au lithium ou au sodium dont le prix et le volume ne permettent pas une autonomie supérieure à 300 km. Dans l’attente de progrès sur ces batteries, il est envisagé d’équiper certains véhicules de prolongateurs d’autonomie. Il s’agit de petits groupes électrogènes rechargeant les batteries pendant le déplacement même des véhicules. Le moteur à piston libre comporte alors un piston aimanté coulissant dans un cylindre bobiné produisant l’électricité alimentant les batteries. D’autres types de moteurs sont aussi actuellement expérimentés comme prolongateurs d’autonomie.